# 内东
内东（法語：Nédon，法語發音：[nedɔ̃]）是法国上法蘭西大區加来海峡省的一个市镇，属于阿拉斯区。

## 地理
内东（50°31'31"N, 2°22'12"E）面积4.89 平方千米，位于法国上法蘭西大區加来海峡省，该省份为法国北部沿海省份，西北濒北海，南至索姆省，东临北部省。
与内东接壤的市镇（或旧市镇、城区）包括：欧希欧布瓦、阿梅特、巴约勒莱佩尔讷、菲耶夫、内东谢勒、萨尚。
内东的时区为UTC+01:00、UTC+02:00（夏令时）。

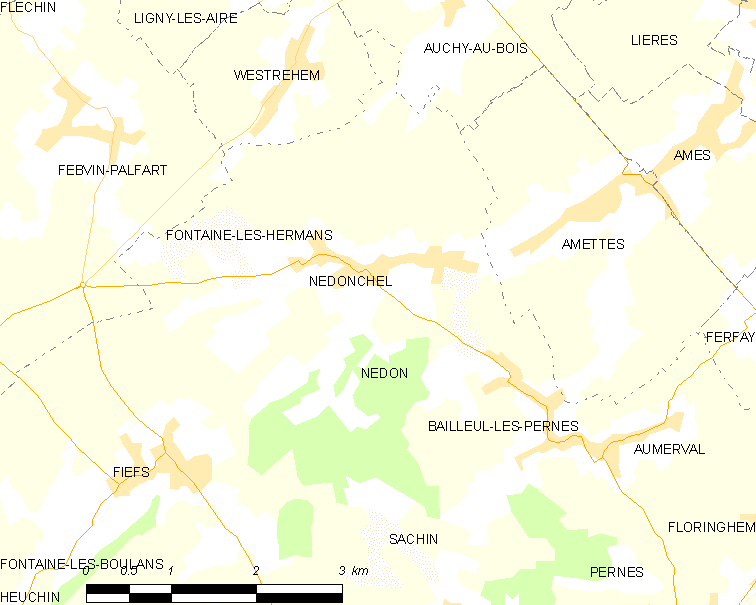
内东的OSM定位图

## 行政
内东的邮政编码为62550，INSEE市镇编码为62600。

## 政治
内东所属的省级选区为泰努瓦斯河畔圣波勒县。

## 人口

1962-2008年间内东人口变化图示

内东于2022年1月1日时的人口数量为156人。